# Christiane Weber
Christiane Weber   (Mülheim del Ruhr, 13 de febrer de 1962) és una tiradora d'esgrima alemanya, ja retirada, especialista en floret, que va competir durant les dècades de 1980 i 1990. Es casà amb el pentatleta modern Achim Bellmann, amb qui va tenir dos fills.
El 1984 va prendre part en els Jocs Olímpics d'Estiu de Los Angeles, on disputà dues proves del programa d'esgrima. En la prova del floret per equips guanyà la medalla d'or, mentre en la del floret individual quedà eliminada en sèries. Quatre anys més tard, als Jocs de Seül, revalidà la medalla d'or en la prova del floret per equips.
En el seu palmarès també destaquen quatre medalles al Campionat del món d'esgrima, una de plata i tres de bronze, entre les edicions de 1982 i 1995. A les Universíades guanyà una medalla de plata i una de bronze.